# Ровіна (Букурешч, Хунедоара)
Ровіна (рум. Rovina) — село у повіті Хунедоара в Румунії. Входить до складу комуни Букурешч.
Село розташоване на відстані 313 км на північний захід від Бухареста, 30 км на північ від Деви, 86 км на південний захід від Клуж-Напоки, 137 км на схід від Тімішоари.

## Населення
За даними перепису населення 2002 року у селі проживали 209 осіб, усі — румуни. Усі жителі села рідною мовою назвали румунську.